# Cabo Froward
O Cabo Froward (53° 56' S 71° 20' O) é o ponto mais meridional da América do Sul continental. Situa-se na costa norte do estreito de Magalhães, no fim da Península de Brunswick, em território do Chile e a norte da Ilha Grande da Terra do Fogo.
Foi Thomas Cavendish, um corsário inglês, que, em Janeiro de 1587, deu nome ao lugar, depois de passar pela rudeza do local com chuvas e ventos fortes. O nome, em inglês significa hostil ou intratável.
Na colina do cabo foi construída uma cruz (Cruz de los Mares) em homenagem ao Papa João Paulo II e em lembrança da sua visita ao Chile, realizada em 1987.

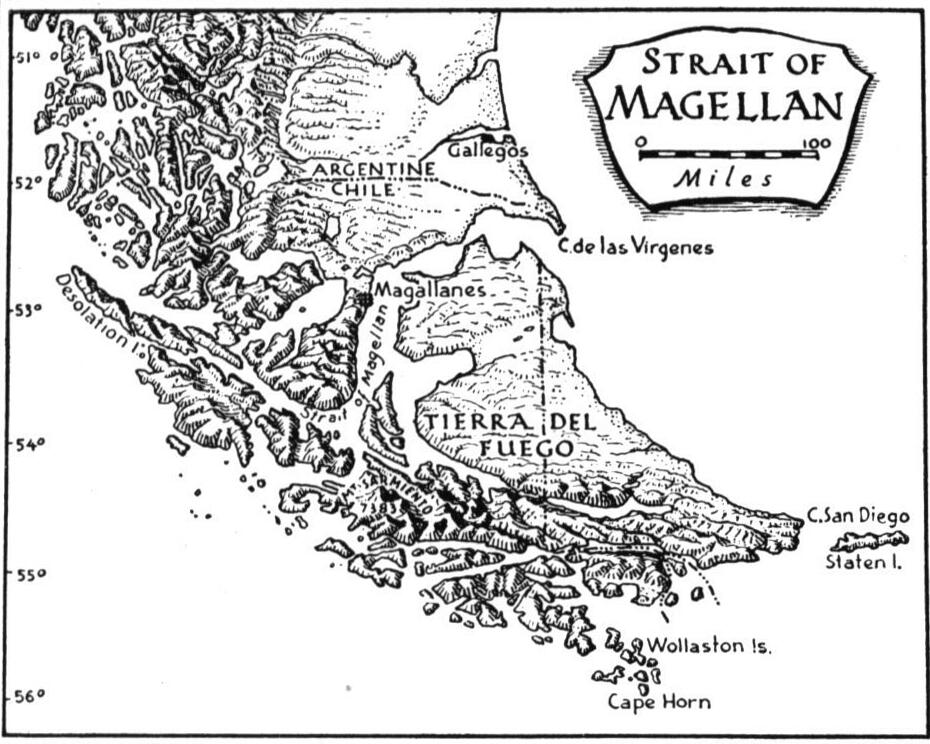
Mapa da região do estreito de Magalhães